# Campylocentrum ulei
Campylocentrum ulei é uma espécie de orquídea, família Orchidaceae, que existe no Brasil, Equador, Peru, Argentina e Paraguai. Trata-se de pequena planta epífita, monopodial, com caules curtos, folhas dísticas, e inflorescência racemosa com flores espaçadas minúsculas, de cor branca, de sépalas e pétalas livres, e nectário na parte de trás do labelo. Pertence ao grupo de espécies inflorescências mais longas que as folhas.

## Publicação e sinônimos
- Campylocentrum ulei Cogn. in C.F.P.von Martius & auct. suc. (eds.), Fl. Bras. 3(6): 514 (1906).

Sinônimos heterotípicos:
- Campylocentrum ulei var. parvifolium Cogn. in C.F.P.von Martius & auct. suc. (eds.), Fl. Bras. 3(6): 514 (1906).
- Campylocentrum ulei var. peruvianum C.Schweinf., Bot. Mus. Leafl. 16: 19 (1953).

## Histórico
Esta espécie foi descrita em 1906, por Cogniaux, com base em uma planta coletada por Ule na Serra do Oratório em Santa Catarina. A planta floresceu no mês de fevereiro. Trata-se de planta similar ao Campylocentrum gracile do qual diferencia-se por apresentar folhas mais ou menos lineares, flores com sépala dorsal mais ovalada; sépalas, pétalas e labelo bastante agudos porém mais lineares, e labelo com lóbulos laterais triangulares. É possivel que sejam sinônimos uma vez que as proporções são muito próximas. No Brasil existe nos estados do sul, São Paulo e Rio de Janeiro.